# Аборти в Чорногорії

Правовий статус абортів у світі:
Легальний
Легальний при зґвалтуванні та за медико-соціальними показниками
Легальний у випадках (або заборонений, окрім випадків) зґвалтування, медико-соціальних протипоказань
Заборонений, окрім випадків зґвалтування та медико-соціальних протипоказань
Заборонений, окрім випадків загрозі життю жінки та при наявності психічних і патологічних протипоказань
Заборонений без виключень
Відмінності за регіонами
Відсутні дані

Аборти в Чорногорії є законними за запитом жінки протягом перших 10 тижнів вагітності. Між 10 і 20 тижнями аборт має схвалити комітет, і його можна виконати лише за медичними показаннями, якщо плід має серйозні відхилення, якщо вагітність настала в результаті згвалтування, або якщо жінка може зіткнутися з серйозними сімейними обставинами під час вагітності або після пологів. Між 20 і 32 тижнями аборт має схвалити комітет з етики, і право на нього надають лише за медичними показаннями або в разі серйозних дефектів плоду; після 32 тижнів аборт можуть дозволити, щоб врятувати життя жінки. Нинішнє законодавство про аборти діє від 2009 року і воно замінило попередній закон 1977 року, прийнятий у колишній Югославії.
Жінка повинна платити за аборт за бажанням і цю процедуру можна проводити лише в медичних установах, які відповідають певним мінімальним стандартам. 
Селективні аборти заборонені, як і аналізи плоду на стать упродовж перших 10 тижнів вагітності, щоб запобігти абортуванню плодів жіночої статі. Втім, співвідношення чоловіків до жінок при народженні у 2009 - 2011 роках становило аномально високі 109,8, що, згідно з доповіддю Фонду народонаселення ООН, пояснюється абортом, мотивованим статтю плоду.
Станом на  2010 рік кількість абортів становила 6,3 на 1000 жінок віком 15-44 років.